# Boletus gertrudiae
Espèce
Boletus gertrudiae, de son nom vernaculaire en français cèpe de Gertrude, est une espèce de champignons basidiomycètes, comestible, d'Amérique du Nord du genre Boletus de la famille des Boletaceae. Il est proche du groupe des Boletus edulis, mais l'analyse phylogénétique tend à prouver qu'il s'agit d'une espèce différente.

## Taxonomie

### Nom binomial proposé
Boletus gertrudiae[réf. souhaitée]

## Description du sporophore
Hyménophore
Hymenium
Stipe
Chair
Sporée
Spores :

## Habitat
Amérique du Nord

## Comestibilité
Souvent vendu hors de Chine comme Boletus edulis séché.